# Rudolf Bohren
Rudolf Bohren (Grindelwald, 22 maart 1920 - Dossenheim, 1 februari 2010) was een Zwitserse protestants theoloog. Bohren werd bekend om zijn pneumatologische benadering van de homiletiek.

## Biografie
Bohren studeerde theologie in Bern en Basel, vooral bij Eduard Thurneysen en Karl Barth. Hij schreef in 1952 een dissertatie over Het probleem van de kerkdiscipline in het Nieuwe Testament bij Oscar Cullmann. Op 16 mei 1945 werd hij toegelaten als predikant tot de gemeenschap van gereformeerde predikers in Bern. Van 1945 tot 1958 was hij pastor in Bern, in Holderbank (Aargau) en in Arlesheim, een buitenwijk van Basel. De ervaringen in deze onderling verschillende gemeenschappen hebben zijn wetenschappelijke werk gevormd. In 1958 werd hij benoemd tot hoogleraar praktische theologie aan de Kirchliche Hochschule Wuppertal. In 1972 werd hij beroepen aan de Kirchliche Hochschule Berlin, en in 1974 aan de Universiteit van Heidelberg waar hij een predikonderzoekscentrum opbouwde.

## Theologie
In 1971 verscheen van Bohrens hand Predigtlehre, een homiletisch (predikkundig) handboek dat sindsdien vijf keer werd herdrukt en inmiddels in het Koreaans, Japans en Engels is verschenen. Bohren streeft in dit werk naar een nieuwe theologische benadering van de prediking. Voor Bohren is de preek zowel een menselijke product als een goddelijk wonder. In aansluiting bij Kornelis Miskotte beschrijft Bohren het wonder van de preek als de persoonlijke aanwezigheid van God in en door de prediking van Zijn Naam. "Enerzijds is God de Gans Andere, anderzijds is Hij Zelf aanwezig in de preek. Als Hij Zelf in de prediking aanwezig is, wordt niet óver de vergeving der zonde gesproken, maar vindt er vergeving der zonde plaats." Men kan volgens hem alleen over de preek spreken vanuit een pneumatologisch paradigma, wat betekent dat de pneumatologie voor hem het uitgangspunt is. Hij is hierin onder ander beïnvloed door de Nederlandse theoloog Arnold van Ruler. Van Rulers schreef namelijk over de verschillen tussen het werk van Christus en het werk van de Geest. Daarnaast schreef Van Ruler over het concept van de theonome reciprociteit, die in Bohrens Predigtlehre een sleutelrol speelt. In dit concept fungeren God en mens als partners; dit partnerschap bestaat echter alleen op Gods initiatief en geldt ook alleen zo lang als de Heilige Geest de mens tot partner maakt. Volgens Willem Velema valt Bohrens homiletiek te karakteriseren als een synthese. Principiële, materiële, formele en pastorale homiletiek zijn bij hem namelijk niet over afzonderlijke delen verdeeld. Zij vormen één geheel. Bohren pleit voor een confronterende prediking, zowel het oordeel als de revisie van het leven van de gelovige moeten bepreekt worden. Hoewel Bohren een homilitiek schreef met vele aanwijzingen, maakt volgens hem slechts de komst van de heilige Geest een preek pas echt tot een preek.
Ook in de theorievorming van het pastoraat wil Bohren de pneumatologie (leer over de Heilige Geest) voluit mee laten tellen. Ook voor de poimeniek (leer van het pastoraat) wil Bohren gebruik maken van Van Ruler's concept van de theonome reciprociteit.

## Trivia
De christelijke gereformeerde predikant Ariën Willem Velema promoveerde in 1991 op zijn homiletisch onderzoek naar de vooronderstellingen van de prediking van Karl Barth in vergelijking met Hans Joachim Iwand, Ernst Lange en Rudolf Bohren.